# Qu'est-ce que j'ai fait pour mériter ça ?
Pour plus de détails, voir Fiche technique et Distribution.
Qu'est-ce que j'ai fait pour mériter ça ? (¿Qué he hecho yo para merecer esto !!) est le quatrième film de Pedro Almodóvar, réalisé en 1984, avec Carmen Maura.

## Synopsis
Gloria est femme de ménage et une maîtresse de foyer débordée. Le petit appartement familial est situé dans une grande barre d'immeubles de la banlieue de Madrid et il doit être partagé entre le mari, amoureux d'une Allemande, la belle-mère, deux fils dont l'un est trafiquant de drogue, et un lézard. Gloria est donc constamment stressée et doit se droguer en inhalant des produits ménagers.

## Fiche technique
- Titre original : ¿Qué he hecho yo para merecer esto !!
- Titre français : Qu'est-ce que j'ai fait pour mériter ça ?
- Réalisation : Pedro Almodóvar
- Scénario : Pedro Almodóvar, d'après Roald Dahl
- Décors : Román Arango et Pin Morales
- Costumes : Cecilia Roth
- Photographie : Ángel Luis Fernández
- Montage : José Salcedo
- Musique : Bernardo Bonezzi
- Producteur : Hervé Hachuel, Kaktus S.A., Tesauro S.A.
- Pays d'origine : Espagne
- Langue : espagnol, allemand, français
- Format : Couleurs - 35 mm - 1,66:1 - Mono
- Durée : 101 minutes
- Date de sortie : 1984

## Distribution
- Carmen Maura : Gloria
- Luis Hostalot : Polo
- Ángel de Andrés López : Antonio
- Gonzalo Suárez : Lucas Villalba
- Verónica Forqué : Cristal, la voisine prostituée
- Chus Lampreave : la grand-mère
- Cecilia Roth : Fille de la publicité
- Kiti Manver : Juani
- Juan Martínez (acteur) : Toni
- Amparo Soler Leal : Patricia
- Pedro Almodóvar : Play-Back de la chanson La bien pagá
- Fabio McNamara : Play-Back de la chanson La bien pagá
- Agustín Almodóvar : Cajero
- Javier Gurruchaga : Le dentiste
- Miguel Ángel Herranz: Miguel[1].
- Katia Loritz : Frau Ingrid Muller